# Kia Forum
Kia Forum (in precedenza The Forum) è un impianto sportivo di Los Angeles, California. Ubicato nella zona sud-ovest della contea di Los Angeles, nella località di Inglewood, il Forum è noto soprattutto per aver ospitato per oltre trent'anni le partite dei Los Angeles Lakers.
Progettato dall'architetto Charles Luckman che si era ispirato alle forme classiche del Foro romano, l'impianto fu costruito per iniziativa dell'imprenditore di origine canadese Jack Kent Cooke, finanziatore della squadra dei Lakers, e inaugurato nel 1967. Il Forum, insieme al Madison Square Garden di New York, è uno degli impianti sportivi coperti più conosciuti degli Stati Uniti d'America.
L'impianto è stato sede dei tornei di pallacanestro, sia maschile che femminile, dei Giochi olimpici estivi di Los Angeles 1984.
Oltre ad eventi sportivi, ha ospitato numerosi concerti di musica leggera. Tra coloro che vi si sono esibiti, Elvis Presley, i Rolling Stones, i Bee Gees,i Wings, i Queen, i Jacksons, Lady Gaga e Barbra Streisand, che registrò il suo concerto del 15 aprile 1972 nell'album Live Concert at the Forum.
Nel 2000, il Forum fu acquistato dalla Faithful Central Bible Church, una congregazione che vi officiò regolarmente le sue funzioni religiose ogni giorno festivo. Nel 2010 fu rilevato dalla Madison Square Garden Company con l'intenzione di trasformare l'impianto in una sede dedicata ai concerti.